# Gordan Vidović
Gordan Vidović (ur. 23 czerwca 1968 w Sarajewie) – belgijski piłkarz występujący na pozycji obrońcy.

## Kariera klubowa
Gordan Vidović zawodową karierę rozpoczynał w 1988 roku w zespole FK Željezničar. W trakcie czterech sezonów rozegrał tam 47 meczów, lecz z powodu wojny w Bośni wyjechał z kraju i podpisał kontrakt ze szwajcarskim FC Sankt Gallen. Następnie trafił do Belgii, gdzie najpierw reprezentował barwy KVK Tienen, a później Royal Cappellen FC W 1995 roku Vidović przeniósł się do Excelsioru Mouscron. W pierwszym sezonie występów w tej drużynie belgijski gracz zdobył dwanaście bramek i znalazł się w czołówce strzelców Tweede Klasse. Mouscron awansowało do Eerste Klasse, gdzie zajęło trzecią lokatę w końcowej tabeli. W Excelsiorze Vidović grał łącznie przez dziewięć sezonów, w trakcie których wystąpił w 182 ligowych pojedynkach. Belgijski piłkarz pomimo tego, że grał na pozycji obrońcy zdobył w nich 45 bramek. Po zakończeniu sezonu 2003/04 Vidović zdecydował się zakończyć karierę.

## Kariera reprezentacyjna
Vidović w reprezentacji Belgii zadebiutował w 1997 roku. W 1998 roku Georges Leekens powołał go na mistrzostwa świata. Na mundialu tym Belgowie zostali wyeliminowani już w rundzie grupowej. Vidović rozegrał dwa spotkania w pełnym wymiarze czasowym - przeciwko Meksykowi oraz Korei Południowej. Łącznie dla drużyny narodowej wychowanek Željezničaru wystąpił w szesnastu pojedynkach.